# Alexandre da Silva Mariano
Alexandre da Silva Mariano, född den 28 februari 1973 i São Paulo, Brasilien, är en brasiliansk fotbollsspelare. Vid fotbollsturneringen under OS 1996 i Atlanta deltog han i det brasilianska lag som tog brons. 